# Karl Haaser
Karl Haaser (* 28. Januar 1912 in Dachau; † 28. März 2004 ebenda) war ein deutscher Rechtsanwalt in Dachau.
Haaser wurde 1937 an der Albert-Ludwigs-Universität Freiburg zum Dr. iur. promoviert. Von 1946 bis 1972 war er Mitglied des Dachauer Stadtrates für die CSU. Er war Mitbegründer der städtischen Wohnungsbaugesellschaft und Träger des Ehrenrings der Stadt Dachau. 1969 wurde er mit dem Bayerischen Verdienstorden ausgezeichnet. Nach ihm ist eine Straße in Dachau benannt. Am 15. Juli 1977 erhielt er das Bundesverdienstkreuz am Bande und am 23. Juli 1992 das Bundesverdienstkreuz 1. Klasse.